# Odlomki ženskega dnevnika
Delo pisateljice Pavline Pajk z naslovom Odlomki ženskega dnevnika je novela napisana v obliki dnevnika. Izšla je leta 1876. Gre za trideset dnevniških zapisov, ki spremljajo glavno osebo Irmo dve leti. 

## Vsebina
Na dan, ko Irma postane polnoletna, gre prvič na besedo, prireditev v čitalnici, ne da bi morala koga prositi za dovoljenje. Tam jo vsi občudujejo, posebno stotnik Gofred, pozornosti ji ne posveča le zadržani fant, ki ga sama imenuje za Svetega Alojzija. Kasneje se začne zavedati, da se je vanj zaljubila, dvorjenje stotnika pa ji postaja odveč. Ko fanta končno sreča ugotovi, da mu je ime Česlav. Tudi on je zaljubljen vanjo, a mora zaradi družinske zaobljube stopiti v Cerkev. Irma ga razume in se sprijazni z neuresničeno ljubeznijo, a kmalu zboli. Domači jo pošljejo na deželo, vendar zdravljenje zanjo nima učinka. S tem se dnevnik zaključi. 